# Marvel Zombies
Marvel Zombies é uma futura minissérie animada estadunidense criada por Zeb Wells para o Disney+, baseada na série de mesmo nome da Marvel Comics. Será a décima sexta série de televisão do Universo Cinematográfico Marvel (MCU) da Marvel Studios e é produzida pela Marvel Studios Animation. A série se passa na linha do tempo alternativa introduzida no episódio "What If... Zombies?!" (2021), de What If...? (2021–2024). Dando continuidade a esse episódio, Marvel Zombies acompanha um grupo de sobreviventes que lutam contra antigos heróis e vilões que foram transformados em zumbis. Bryan Andrews é o showrunner e diretor, com Wells como roteirista principal.
A série conta com um elenco que inclui Awkwafina, David Harbour, Simu Liu, Elizabeth Olsen, Randall Park, Florence Pugh, Paul Rudd, Wyatt Russell, Hailee Steinfeld, Tessa Thompson, Dominique Thorne e Iman Vellani reprisando seus papéis de mídias anteriores do MCU, ao lado de Todd Williams. A Marvel Studios estava desenvolvendo várias séries animadas além de What If...? em junho de 2021, incluindo um spin-off baseado em "What If... Zombies?!", que foi anunciado em novembro. Wells e Andrews estavam envolvidos naquela época. A série apresenta o mesmo estilo de animação de What If...?, com o Stellar Creative Lab retornando daquela série para fornecer a animação. Será a primeira série da Marvel Studios Animation a ser classificada como TV-MA.
Marvel Zombies está programada para estrear em 24 de setembro de 2025 no Disney+ e será composta por quatro episódios. Fará parte da Fase Seis do MCU.

## Sinopse
Marvel Zombies se passa na linha do tempo alternativa introduzida no episódio "What If... Zombies?!" (2021), de What If...?, onde um vírus transformou a maior parte da população mundial, incluindo os Vingadores, em zumbis. A série acompanha um grupo de sobreviventes enquanto eles descobrem a chave para acabar com a praga zumbi, o que os leva a viajar por uma paisagem distópica e arriscar suas vidas lutando contra zumbis superpoderosos para salvar o mundo.

## Elenco e personagens
- Awkwafina como Katy: A melhor amiga de Xu Shang-Chi e ex-colega de trabalho como manobrista de hotel.[3]
- David Harbour como Alexei Shostakov / Guardião Vermelho: O supersoldado russo equivalente ao Capitão América e uma figura paterna para Yelena Belova.[3]
- Simu Liu como Xu Shang-Chi:
Um artista marcial altamente qualificado que foi treinado quando jovem para ser um assassino por seu pai Xu Wenwu.[3] Na série, Shang-Chi foi mordido por um zumbi no braço e usa os místicos Dez Anéis para evitar que a infecção se espalhe para o resto do corpo.[4]
- Elizabeth Olsen como Wanda Maximoff / Feiticeira Escarlate: Uma ex-Vingadora transformada em zumbi que pode controlar a magia do caos, usar telepatia e telecinese, e alterar a realidade.[3]
- Randall Park como Jimmy Woo: Um ex-agente do FBI.[3]
- Florence Pugh como Yelena Belova: Uma espiã e assassina altamente qualificada que foi treinada na Sala Vermelha como uma Viúva Negra.[3]
- Paul Rudd como Scott Lang: Um ex-criminoso e super-herói cuja cabeça foi preservada em uma jarra após perder seu corpo no mesmo processo que o curou da infecção.[5]
- Wyatt Russell como John Walker / Agente Americano: Um super-soldado aprimorado.[5]
- Hailee Steinfeld como Kate Bishop: Uma jovem que treinou para se tornar uma mestra arqueira depois de ser salva por Clint Barton quando criança.[3]
- Tessa Thompson como Valquíria: A última sobrevivente de um grupo feminino de guerreiras asgardianas.[5]
- Dominique Thorne como Riri Williams / Coração de Ferro: Uma ex-aluna do MIT e inventora genial de Chicago que criou uma armadura que rivaliza com a construída por Tony Stark / Homem de Ferro.[3]
- Iman Vellani como Kamala Khan / Ms. Marvel:
Uma adolescente mutante humana de Jersey City que usa uma pulseira mágica que desbloqueou sua habilidade de aproveitar a energia cósmica e criar construções de luz sólidas. Vellani disse que Kamala era central para a série, com os criadores descrevendo seu papel como "o Frodo da história" em referência ao personagem Frodo Baggins do romance The Lord of the Rings (1954–55).[6]
- Todd Williams como Blade: Um meio-vampiro "andarilho do dia" que caça vampiros.[7] Na série, o personagem adotou o manto de Cavaleiro da Lua.[8][9]

Além disso, Hudson Thames repete seu papel como Peter Parker / Homem-Aranha de mídias anteriores do MCU. Outros personagens confirmados para aparecer na série incluem os sobreviventes Death Dealer, e Xu Wenwu, assim como os zumbis Clint Barton / Gavião Arqueiro, Steve Rogers / Capitão América, Emil Blonsky / Abominável, Ava Starr / Fantasma, Carol Danvers / Capitã Marvel, Ikaris e Okoye.

## Episódios
| N.º | Título                | Dirigido por  | Escrito por                                              | Lançamento             |
| --- | --------------------- | ------------- | -------------------------------------------------------- | ---------------------- |
| 1   | "TBA" "TBA (BR)" (BR) | Bryan Andrews | Roteiro : Zeb Wells História : Bryan Andrews e Zeb Wells | 24 de setembro de 2025 |
| 2   | "TBA" "TBA (BR)" (BR) | Bryan Andrews | Roteiro : Zeb Wells História : Bryan Andrews e Zeb Wells | 24 de setembro de 2025 |
| 3   | "TBA" "TBA (BR)" (BR) | Bryan Andrews | Roteiro : Zeb Wells História : Bryan Andrews e Zeb Wells | 24 de setembro de 2025 |
| 4   | "TBA" "TBA (BR)" (BR) | Bryan Andrews | Roteiro : Zeb Wells História : Bryan Andrews e Zeb Wells | 24 de setembro de 2025 |

## Produção

### Desenvolvimento
Em junho de 2021, a Marvel Studios Animation estava desenvolvendo uma leva de pelo menos mais três séries, além de sua série do Disney+, What If...?. No mês seguinte, estas estariam em vários estágios de desenvolvimento e não deveriam estrear até pelo menos 2023. Uma série animada de Marvel Zombies foi anunciada durante o evento Disney+ Day em novembro de 2021, baseada nos quadrinhos de mesmo nome da Marvel Comics. Bryan Andrews voltou como diretor, de What If...?, e também como showrunner, com Zeb Wells — um roteirista da série She-Hulk: Attorney at Law (2022), do Universo Cinematográfico Marvel (MCU), e dos filmes The Marvels (2023) e Deadpool & Wolverine (2024) — definido como criador, roteirista principal e produtor executivo. A série é uma continuação da linha do tempo alternativa infestada de zumbis que foi introduzida no episódio "What If... Zombies?!", de What If...? (2021), continuando após o final, que mostrou um Thanos zumbificado aparecer com uma Manopla do Infinito quase completa. O presidente da Marvel Studios, Kevin Feige, e o chefe de animação Brad Winderbaum gostaram tanto do episódio que sugeriram que a história continuasse, e o desenvolvimento começou após uma resposta positiva dos fãs ao episódio.
Originalmente concebido como um filme, Andrews chamou os quatro episódios de Marvel Zombie de um "evento mini-filme". Feige, Louis D'Esposito, Winderbaum e Dana Vasquez-Eberhardt da Marvel Studios são os produtores executivos, ao lado de Wells e Andrews, enquanto Danielle Costa e Carrie Wassenaar são as produtoras. Durante o painel da Marvel Studios Animation na San Diego Comic-Con de 2022, Marvel Zombies e os outros projetos discutidos foram apresentados como parte do "Marvel Animated Multiverse". A empresa revelou em julho de 2022 que Marvel Zombies seria sua primeira série animada a ser classificada como TV-MA para que pudesse apresentar todo o "sangue e respingos que você deseja de um programa de zumbis".

### Roteiro
Wells escreveu os roteiros da série, baseados em histórias que ele concebeu com Andrews. Winderbaum chamou a série de "muito intensa" e comparou o nível de violência aos quadrinhos Marvel Zombies. Andrews observou que a classificação indicativa TV-MA significa que eles "não precisam se conter. Podemos ser um pouco mais radicais". Ele disse que a série tem humor misturado com ação, violência, drama e emoção, e acrescentou: "Não é apenas uma história de zumbi, é uma aventura arrebatadora — com temas de esperança e desespero, e é isso que você espera de uma história rica de zumbi". Linguagem obscena é usada com moderação nos momentos em que "se encaixa", e os criadores "tentaram não ser gratuitos sobre isso", com Andrews explicando que a violência e as intensas agressões aos personagens foram o que levaram à classificação TV-MA.

### Elenco e Gravação de voz
Em novembro de 2023, Iman Vellani revelou que ela reprisaria seu papel no MCU como Kamala Khan / Ms. Marvel na série; ela havia concluído seu trabalho de dublagem para a série. Em novembro de 2024, vários outros atores foram revelados reprisando seus papéis do MCU na série: Awkwafina como Katy, David Harbour como Alexei Shostakov / Guardião Vermelho, Simu Liu como Xu Shang-Chi, Elizabeth Olsen como Wanda Maximoff / Feiticeira Escarlate, Randall Park como Jimmy Woo, Florence Pugh como Yelena Belova, Hailee Steinfeld como Kate Bishop, Dominique Thorne como Riri Williams / Coração de Ferro. Todd Williams também foi anunciado como parte do elenco. Em fevereiro de 2025, Winderbaum disse que Hudson Thames — que dublou Peter Parker / Homem-Aranha em "What If... Zombies?!" e dublou o personagem na série animada Your Friendly Neighborhood Spider-Man (2025–presente), do Disney+ — também reprisaria seu papel na série.
Em agosto de 2025, Paul Rudd, Wyatt Russell e Tessa Thompson foram revelados como reprisando seus respectivos papéis no MCU como Scott Lang, John Walker / Agente Americano e Valquíria, enquanto Todd também foi revelado como Blade; o personagem foi comercializado como "Cavaleiro Blade".

### Animação
A série apresenta o mesmo estilo de animação de What If...?, que usa um estilo de animação cel-shaded com semelhanças de personagens baseadas nos atores dos filmes. A animação é "2.5D", com modelos 3D renderizados com iluminação 2D para parecerem desenhos planos. A animação foi fornecida pelo Stellar Creative Lab, um dos estúdios que trabalharam em What If...?. Paul Lasaine atuou como designer de produção, depois de trabalhar anteriormente em What If...?.

## Marketing
A série foi discutida durante o painel da Marvel Studios Animation na San Diego Comic-Con de 2022, quando a arte dos personagens foi revelada. Andrews e Winderbaum promoveram a série durante o painel da Marvel Studios Animation na convenção D23 em agosto de 2024, onde as cenas foram mostradas. Tanto Germain Lussier, do Gizmodo, quanto Ray Flook, do Bleeding Cool, compararam as cenas à franquia Mad Max. Mais cenas da série foram incluídas em um vídeo lançado pela Disney+ em outubro, anunciando o cronograma de lançamento dos projetos da Marvel Television e da Marvel Animation até o final de 2025. Mais cenas foram incluídas em um vídeo promocional exibido na apresentação inicial da Disney em maio de 2025.

## Lançamento
Marvel Zombies está programado para ser lançado no Disney+ em 24 de setembro de 2025, e consistirá em quatro episódios. A estreia estava prevista para 3 de outubro. Em julho de 2022, a série deveria estrear em 2024. Em janeiro de 2024, Andrews afirmou que não tinha certeza de quando a série seria lançada, revelando que o lançamento estava mudando continuamente,  e a série não tinha data naquela época. O painel da Marvel Studios Animation na D23 em agosto de 2024 cobriu séries, incluindo Marvel Zombies, que deveriam ser lançadas nos 12 a 18 meses seguintes, embora tenha sido declarado especificamente que Marvel Zombies não seria lançada "por um tempo". Seu lançamento em outubro de 2025 foi anunciado em outubro de 2024, e foi antecipado para sua data de lançamento em agosto de 2025. A série fará parte da Fase Seis do MCU.